# Classe République
La Classe République est une classe de cuirassés de type pré-Dreadnought de la marine française construite tout au début du XXe siècle.

## Conception
La classe République a marqué une évolution significative dans la conception des cuirassés français. La moindre importance du frégatage de la coque et sa plus grande taille permettent une meilleure navigation et une plus importante puissance de feu. Mais le lancement du HMS Dreadnought surclasse vite ces deux unités. La classe République a servi durant la Première Guerre mondiale.

## Les unités de la classe
| Nom        | Lancement     | Armement      | Chantier naval                                          | Fin de carrière  | Photo |
| ---------- | ------------- | ------------- | ------------------------------------------------------- | ---------------- | ----- |
| République | Décembre 1901 | Décembre 1906 | Arsenal Brest                                           | 1er janvier 1921 |       |
| Patrie     | Décembre 1901 | Décembre 1906 | Forges et Chantiers de la Méditerranée La Seyne-sur-Mer | 1er janvier 1928 |       |

## Histoire
Les plans de la classe des cuirassés type "Patrie" a été conçue par l'ingénieur général de 1re classe du génie maritime Louis, Émile Bertin, directeur central des constructions navales françaises.